# Yohann Tihoni
Yohann Tihoni (Teahupo'o, 20 de julho de 1994) é um futebolista semi-profissional taitiano. Atualmente, defende o AS Roniu, pelo qual iniciou a carreira em 2012.
Com 18 anos, foi o mais jovem entre os 23 convocados pelo técnico Eddy Etaeta para participar da Copa das Confederações de 2013, disputada no Brasil e também foi o jogador mais novo da competição. Pela Seleção Taitiana de Futebol, Tihoni atuou em apenas 2 partidas.